# Arrondissement de Bautzen
Pour l'arrondissement avant la réforme de 2008, voir Arrondissement de Bautzen (1994-2008).
L'arrondissement de Bautzen est un arrondissement  ("Landkreis" en allemand) de Saxe (Allemagne), dans le district de Dresde.
Son chef lieu est Bautzen.
Il fut créé le 1er août 2008, par la réforme des arrondissements de Saxe de 2008.

## Villes, communes & communautés d'administration
(nombre d'habitants en 2007)
| (nombre d'habitants du 31 décembre 2007) Villes 1. Bautzen/Budyšin, Große Kreisstadt (41 364) 2. Bernsdorf (6 314) 3. Bischofswerda, Große Kreisstadt (12 545) 4. Elstra/Halštrow (3 027) 5. Großröhrsdorf (7 050) 6. Hoyerswerda/Wojerecy, Große Kreisstadt (40 294) 7. Kamenz/Kamjenc, Große Kreisstadt (17 802) 8. Königsbrück (4 578) 9. Lauta (9 702) 10. Pulsnitz (6 480) 11. Radeberg (18 411) 12. Schirgiswalde-Kirschau 13. Weißenberg/Wóspork (3 468) 14. Wilthen (5 870) 15. Wittichenau/Kulow (6 112) Verwaltungsgemeinschaften - Verwaltungsverband Am Klosterwasser avec les communes membres de Crostwitz, Nebelschütz, Panschwitz-Kuckau (VV-Sitz), Räckelwitz et Ralbitz-Rosenthal - Verwaltungsgemeinschaft Bernsdorf avec les communes membres de Bernsdorf et Wiednitz - Verwaltungsgemeinschaft Bischofswerda avec les communes membres de Bischofswerda et Rammenau - Verwaltungsgemeinschaft Großharthau avec les communes membres de Frankenthal et Großharthau - Verwaltungsgemeinschaft Großpostwitz-Obergurig avec les communes membres de Großpostwitz et Obergurig - Verwaltungsgemeinschaft Großröhrsdorf avec les communes membres de Bretnig-Hauswalde et Großröhrsdorf - Verwaltungsgemeinschaft Kamenz-Schönteichen avec les communes membres de Kamenz et Schönteichen - Verwaltungsgemeinschaft Königsbrück avec les communes membres de Königsbrück, Laußnitz et Neukirch - Verwaltungsgemeinschaft Malschwitz avec les communes membres de Guttau et Malschwitz - Verwaltungsgemeinschaft Neschwitz avec les communes membres de Neschwitz et Puschwitz - Verwaltungsgemeinschaft Pulsnitz avec les communes membres de Großnaundorf, Lichtenberg, Oberlichtenau, Ohorn, Pulsnitz et Steina - Verwaltungsgemeinschaft Schirgiswalde avec les communes membres de Crostau, Kirschau et Schirgiswalde | Communes 1. Arnsdorf (4 844) 2. Bretnig-Hauswalde (3 134) 3. Burkau/Porchow (2 907) 4. Crostwitz/Chrósćicy (1 130) 5. Cunewalde (5 348) 6. Demitz-Thumitz (2 957) 7. Doberschau-Gaußig/Dobruša-Huska (4 489) 8. Elsterheide/Halštrowska Hola (3 868) 9. Frankenthal (1 051) 10. Göda/Hodźij (3 413) 11. Großdubrau/Wulka Dubrawa (4 543) 12. Großharthau (3 179) 13. Großnaundorf (1 054) 14. Großpostwitz/Budestecy (3 006) 15. Guttau/Hućina (1 678) 16. Haselbachtal (4 502) 17. Hochkirch/Bukecy (2 539) 18. Königswartha/Rakecy (3 940) 19. Kubschütz/Kubšicy (2 846) 20. Laußnitz (2 040) 21. Lichtenberg (1 722) 22. Lohsa/Łaz (6 010) 23. Malschwitz/Malešecy (3 681) 24. Nebelschütz/Njebjelčicy (1 225) 25. Neschwitz/Njeswačidło (2 564) 26. Neukirch (bei Königsbrück) (1 731) 27. Neukirch (Lusace) (5 425) 28. Obergurig/Hornja Hórka (2 235) 29. Ohorn (2 473) 30. Oßling/Wóslink (2 543) 31. Ottendorf-Okrilla (10 076) 32. Panschwitz-Kuckau/Pančicy-Kukow (2 202) 33. Puschwitz/Bóšicy (973) 34. Räckelwitz/Worklecy (1 201) 35. Radibor/Radwor (3 531) 36. Ralbitz-Rosenthal/Ralbicy-Róžant (1 782) 37. Rammenau (1 480) 38. Schmölln-Putzkau (3 339) 39. Schönteichen (2 321) 40. Schwepnitz (2 689) 41. Sohland an der Spree (7 413) 42. Spreetal/Sprjewiny Doł (2 191) 43. Steina (1 785) 44. Steinigtwolmsdorf (3 289) 45. Wachau (4 515) |